# Prix Michel-Lebrun
Depuis 1978, la ville du Mans organise un salon du livre, « Les 24 heures du livre ». Dès 1986 est attribué à cette occasion le Prix du roman policier francophone, qui devient en 1997 le Prix Michel-Lebrun en hommage au « pape du polar », romancier et cofondateur de l’association 813 décédé un an plus tôt. Quelques-unes de la quinzaine de personnes qui constituent le jury sont des membres de l'association 813.
Ce prix a été créé en 1985 par François Plet, Christian Poslaniec et Pierre Lebedel. Le 1er prix a été décerné en 1986 à Jean-Michel Guenassia : Prix du roman policier francophone du Mans - Prix des Galeries Lafayette du Mans. À partir de 1993, le jury a été présidé par Michel Lebrun, cofondateur de 813, romancier, essayiste et encyclopédiste de la littérature policière. Après sa disparition, le 20 juin 1996, les membres du jury décidèrent de donner son nom au prix.
Le Prix a couronné des écrivains de qualité, et a été le premier, par exemple, à récompenser Daniel Pennac ou à faire sortir des auteurs comme Fred Vargas ou Maurice G. Dantec à leurs débuts...

## Organe

### Présidents du Prix
- 1993-1995 : Michel Lebrun
- 1996-2006 : Pierre Lebedel
- 2007-2010 : François Plet
- 2010-     : Jean-Claude Vallejo

Le président du Prix était depuis 2007 François Plet, créateur et président d'honneur des 24 heures du Livre et un des fondateurs du Prix du Polar du Mans. Le Prix Michel-Lebrun travaille en partenariat avec l'association « La 25e Heure du Livre » du Mans. Mais afin de structurer au mieux son travail, le Prix s'est constitué en association autonome dès 2002 (statuts révisés en 2010) : « Association du Prix Michel Lebrun, prix du roman policier francophone du Mans ». Depuis l'assemblée générale du 5 juin 2010, succédant à François Plet, c'est Jean-Claude Vallejo qui exerce la fonction de président. 
Le prix est désormais dénommé « Prix Polar Michel Lebrun » et il est soutenu par la 25e Heure du Livre du Mans (PPML).

### Jury
Le jury est composé de personnes issues de professions ayant à connaître des affaires policières (directeur des polices urbaines, avocat), issues aussi du monde des médias, de grands lecteurs, professionnels et/ou amateurs, de littérature, et de littérature policière plus particulièrement. 
Depuis 2009-2010, le Prix Polar Michel Lebrun (PPML) se double d'un prix jeunesse, le Prix Polar Michel Lebrun Lycéen (ou PPM2L) qui a connu 2 éditions à ce jour.
Le lauréat 2010 de cette première édition du Prix lycéen est Hugo Buan pour Cézembre noir aux éditions Pascal Galodé (2009). Le lauréat de l'édition 2011 du PPM2L est Christian Roux pour "Kadogos" aux éditions Rivages/Noir.

## Liste des lauréats

### Prix du roman policier francophone de la ville du Mans
- 1986 : Jean-Michel Guenassia pour Pour 100 millions (Liana Levi)
- 1987 : Daniel Pennac pour La Fée carabine (Gallimard)
- 1988 : Didier Sénécal pour Le Cavalier grec (Albin Michel)
- 1989 : Jean-François Vilar pour Les Exagérés (Seuil)
- 1990 : Tonino Benacquista pour Trois carrés rouges sur fond noir (Série noire)
- 1991 : Joseph Périgot pour Le Bruit du fleuve (Calmann Lévy)
- 1992 : Marc Villard pour Démons ordinaires (Rivages/Noir)
- 1993 : Thierry Jonquet pour Les Orpailleurs (Série noire)
- 1994 : Maurice G. Dantec pour La Sirène rouge (Série noire)
- 1995 : Fred Vargas pour Debout les morts (Viviane Hamy)
- 1996 : Brigitte Aubert pour La Mort des bois (Seuil Policier)

### Prix Michel-Lebrun de la Ville du Mans
- 1997 : Stéphanie Benson pour Le Loup dans la lune bleue (L'Atalante)
- 1998 : Xavier Hanotte pour De secrètes injustices (Belfond)
- 1999 : Jean-Bernard Pouy pour Larchmütz 5632 (Série noire)
- 2000 : Jean-Marie Villemot pour L'Œil mort (Série noire)
- 2001 : Dominique Sylvain pour Strad (Viviane Hamy)
- 2002 : Patrick Bard pour La Frontière (Seuil)
- 2003 : Claude Izner pour Mystère rue des Saint-Pères (Éditions Feryane)
- 2004 : Ayerdhal pour Transparences (Au Diable Vauvert)
- 2005 : Caryl Férey pour Utu (Série noire)
- 2006 : Maurice Attia pour Alger la noire (Actes Sud/Babel noir)
- 2007 : Marcus Malte pour Garden of love (Zulma, 2007)
- 2008 : David Le Breton pour Mort sur la route (Métailié)
- 2009[1] : Antonin Varenne pour Fakirs (Viviane Hamy)

### Prix Polar Michel-Lebrun
- 2010[2]: Catherine Fradier pour Cristal défense (Au Diable Vauvert)
- 2011 : Michel Bussi pour Nymphéas noirs (Presses de la Cité, 2011)
- 2012 : Jérôme Leroy pour Le Bloc (Gallimard / Série noire)
- 2013 : Olivier Truc pour Le Dernier Lapon (Métailié)
- 2014 : Hervé Le Corre pour Après la guerre (Rivages)
- 2015 : Franck Bouysse pour Grossir le ciel (La Manufacture de Livres)[3]
- 2016 : Colin Niel pour Obia (Rouergue Noir)
- 2017 : Pierre Pouchairet pour La Prophétie de Langley (Éditions Jigal)[4]
- 2018 : Christophe Guillaumot pour La Chance du perdant (Éditions Liana Levi)[5]
- 2019 : Claude Poulain de la Fontaine pour Le Quatuor Thérèse (Éditions du Jasmin)[6]
- 2020 : Paul Colize pour Toute la violence des hommes[7]
- 2021 : Caroline Hinault pour Solak Éditions du Rouergue[8]
- 2022 : Olivier Norek pour Dans les brumes de Capelans (Éditions Michel Lafon)[9]
- 2023 : Louise Mey pour Petite Sale [10]
- 2024 : Joseph Incardona pour Stella et l’Amérique